# Cocido boyacense
Cocido boyacense es una preparación culinaria típica  de Colombia más exactamente del Altiplano cundiboyacense. El origen del cocido proviene de la olla podrida y de los cocidos traídos por los españoles a Colombia en la época virreinal. Está hecho a base de carne de cerdo, res,  pollo  y túberculos como los nabos, las chuguas, las ibias, así como habas y mazorca.

## Historia
La olla podrida fue una de las principales preparaciones de los españoles y en la época de la conquista, fue uno de los platos de mayor acogida. En Villa de Leyva Boyacá lugar de reposo y recreo de los Virreyes durante la colonia, (de allí su conservada y admirada arquitectura) el gusto por esta preparación generó un cambio debido al alto costo de los alimentos requeridos, esto hizo que los pobladores reemplazaran muchos de los ingredientes por alimentos propios de la zona, como las chuguas, los nabos y las ibias.
El cocido tiene su origen en la olla podrida y esta a su vez proviene de un plato judío, la Adafina, platos que están hechos principalmente de garbanzo y carne de cordero cocinados en ollas de barro en donde la única variación con respecto a la olla podrida es el tocino.
Antes de la conquista, los muiscas, indígenas que habitaron el altiplano cundiboyacense conocían y desempeñaban una actividad fundamental en su economía, la agricultura y gracias a las condiciones frías del clima y de sus montañas su forma de cocinar se basó en cocer alimentos en su gran mayoría tubérculos lo que permitió que el cocido proveniente de España les resultara familiar.

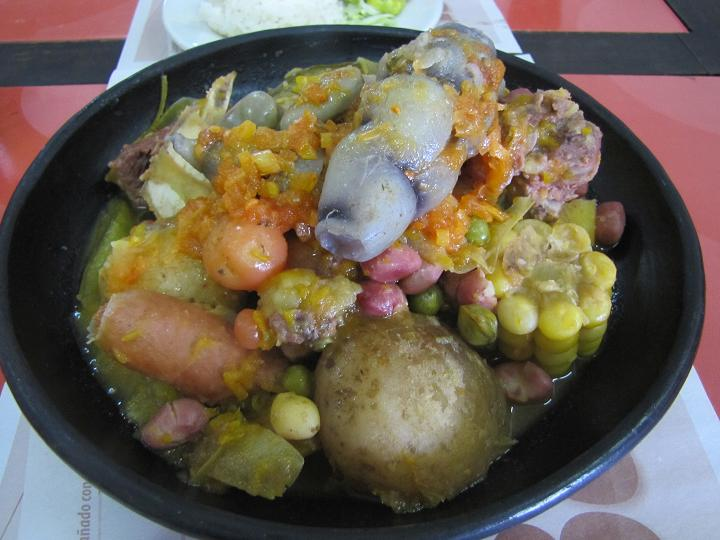
Piquete campesino.

En crónicas de conquistadores, pueden encontrarse ciertas descripciones de lo que era la dieta de los Muiscas para la época de colonia: 
“Y asimismo otra simiente que se llama cubia, que cocidos tienen el mesmo 
sabor que nabos y son cuasi a manera de rábanos en sabor y en todo, estando 
crudos, y esto es el más verdadero mantenimiento, de que se sirven por pan…”

## Características
El Altiplano cundiboyacense  se encuentra ubicado en la cordillera oriental y está conformado por mesetas y valles situados entre los 2600 y 2800 m s. n. m.; esto hace que los suelos sean aptos para la siembra de tubérculos como la papa, uno de los principales alimentos de esta zona del país, y otros llamados tubérculos andinos que también se dan en países como Perú, Bolivia y Ecuador y que son propios de la dieta de la cultura muisca hasta hoy, al igual que los nabos, las chuguas o rubas y las habas; este último es también una de las bases fundamentales en diversas sopas en Boyacá como el Cuchuco o la rulla.
Los tubérculos empleados para el cocido boyacense son imprescindibles ya que gracias a ellos se dio origen a un nuevo cocido, estos tubérculos también pueden encontrarse como:
Ibia, Cuiba, Oca: Es el nombre quechua de una planta propia de los Andes, y su origen data aproximadamente 8000 años de antigüedad.
Ruba, Chugua, papa lisa o Ulluco: Siendo originalmente una planta nutracéutica, su cultivo se remonta en los andes hace unos 5500 años. Gracias a la versatilidad de su sabor y la resistencia a plagas su cultivo se ha extendido a lo largo de Sudamérica
Nabo, Cubio, Añu, Mashua (Tropaeolum tuberosum): Es una planta originaria de los andes y su cultivo en Sudamérica dice hallarse en época preincaica y es una de las plantas con mayor uso ceremonial.